# 林振強
林振強（英語：Richard Lam；1948年1月21日—2003年11月16日），香港填詞人、專欄作家、漫畫家、廣告撰稿員暨創作總監。1990年代末漸漸淡出填詞界，最後的詞作是林志美的《孤單先生孤單小姐》。散文及漫畫方面，則著有《洋蔥頭》、《一個人在床上》、《鬆一鬆》及《傻強扶弱》等一系列風格輕鬆幽默之作。

## 生平

### 早年生活
林振強的父親是北角士巴（Spa）汽水廠的廠長，一家人也住在汽水廠裡。林振強除了有胞姊林燕妮（2018年5月31日逝世）外，另有胞弟林震剛（原名林振剛，2003年12月30日同因淋巴癌去世）和胞妹林雁妮（26歲時因淋巴癌去世，林振強曾把她的故事寫成《笛子姑娘》一詞（葉振棠主唱））。他早年於慈幼學校及慈幼英文學校由小四讀至中五畢業，林振强是个偏科生中文科学得很好，部分科目学得一般般或者不好，因而在香港中學會考成績不及格而轉到北角繼園台附近的仁伯英文中學（1966年中五）重讀一年中五。及後，他先在新法書院就讀中六，再在允成英文中學完成預科課程，並入讀香港浸會學院。

### 入行經歷
林振強1970年代投身社會，首份工作為一間美資銀行的電腦程式員。其後因與老闆不合而欲轉行投身廣告界，後來林燕妮與黃霑合作開設「黃與林廣告公司」，林振強終於成功入行，當時公司的美術總監，正是攝影大師水禾田。林工作一年半掌握竅門後「跳槽」，更獲賞識為廣告歌曲填詞，並於1981年發表第一首填詞作品《眉頭不再猛皺》。
1980年代至1990年代間，林振強活躍於香港填詞界，寫下逾千作品，與當時香港著名填詞人林敏驄和黃霑並稱「二林一黃」。
林振強亦涉足過漫畫界，如在《明報周刊》發表四格漫畫《洋蔥頭》；漫畫主角洋蔥頭性格好色，喜愛魚網絲襪。

### 逝世
2003年11月16日凌晨，林振強因淋巴癌於瑪麗醫院病逝，終年55歲。林振強在該年9月突然中止他在《蘋果日報》和《壹周刊》的專欄，當時編輯部只說他放假，最後一篇專欄於11月13日刊登，名為《汽水·燕子·姐姐》。由於他未曾透露過健康狀況，外間對其逝世均感到愕然。其多年好友潘源良表示他逝世前兩三年已患上淋巴癌，並且一直有接受化療及骨髓移植，初時情況良好，但後期病情反覆和出現排斥。由於香港演藝巨星張國榮和梅艷芳亦在同年的4月1日及12月30日遺憾辭世，故此當年被無數人視為娛樂圈最悲痛的一年。林振強的弟弟也在哥哥離世後6星期後亦因淋巴癌與梅艷芳同日離世。
2004年初香港電台和香港無線電視分別追頒金針獎和榮譽大獎，同年11月香港作曲家及作詞家協會追頒“CASH音樂成就大獎”， 以表揚林在樂壇的貢獻。
2013年林振強逝世十年，嚴素君重新整理丈夫的作品，以「洋蔥嫂」之名出書，名為《洋葱頭背後的林振強》（ISBN 9789888059898），講述丈夫創作背後的心路歷程，並收錄他多幀從未曝光的私人照片，以及鮮為人知的生活點滴。同年壹出版亦推出遺作散文集《又喊又笑》的紀念版 （ISBN 9789888059904）。
同年香港商業電台舉辦了一場名為《拉闊思念會 追憶林振強》的追思音樂會，生前好友張學友、林子祥、林憶蓮、劉美君、陳慧嫻等出場獻唱；其遺孀、兒子以及林燕妮、陳奕迅夫婦、林夕、陳潔靈等人亦有出席。張學友在音樂會更是表示：“沒有林振強，就沒有今時今日的張學友。”

## 家庭
林振強與太太嚴素君於留學美國時相識，婚後二人育有一子（林志煌）。

## 出版
- 《串燒洋蔥頭》
- 《洋蔥頭三及第》
- 《洋蔥頭大四喜》
- 《霎時蔥動》
- 《我是蔥國人》
- 《林振強打橫打掂戇居十年》
- 《林振強身體語言大辭典》
- 《一個人在四張床上查字典》
- 《床上語錄》
- 《四張床上搞正字》
- 《四張床上查字典》
- 《男女唔化新辭典》
- 《床上唔化新辭典》
- 《林振強又cute又靚仔之鬆一鬆》
- 《林振強鬆2鬆之背人歡笑》
- 《林振強鬆3鬆之獨居者手冊》
- 《林振強腦袋放假的一天  鬆到第4鬆啦！》
- 《林振強鬆5鬆之強》
- 《林振強鬆6鬆之你令Joke了不起》
- 《林振強鬆7鬆之未趙完就鬆》
- 《林振強鬆8鬆之香港一定duck？！》
- 《個人胸間》
- 《老來不嬌》
- 《愈老愈瘋show》
- 《又喊又笑》
- 《今晚打女人》

## 填詞作品列表
林振強共有1036首填詞作品。以歌手統計，演繹最多林振強作品的是林子祥。
十強如下：
1. 林子祥 56首（其中4首合唱）
2. 葉蒨文 40首（其中4首合唱）
3. 林憶蓮 33首
4. 張學友 30首
5. 譚詠麟 30首（其中2首合唱）
6. 倫永亮 27首
7. 梅艷芳 25首
8. 張國榮 24首
9. 羅　文 24首
10. 夏韶聲 23首（其中1首合唱、1首與潘源良合寫）

### 1981年（27首）
| | |
| - 王愛明 - 初次 - 王愛明 - 扮靚 - 李龍基 - 路直路彎 - 李龍基 - 像風 - 杜麗莎 - 風信子 - 杜麗莎 - 眉頭不再猛皺 - 杜麗莎 - 天光天黑對住你 - 林子祥 - 究竟天有幾高 - 林子祥 - 沙漠小子 - 林子祥、劉天蘭、詩詩 - 三人行 - 林子祥 - 走馬燈 - 陳迪匡 - 偷偷地 - 陳迪匡 - 浪人 - 張偉文 - 如果 | - 張德蘭 - 10架單車 - 葉振棠 - 無知的她 - 葉振棠 - 笛子姑娘 - 曾路得 - 四十四噸 - 盧業瑂 - 當天的你 - 盧業瑂 - 浪踏浪 - 盧業瑂 - 五線譜上的早晨 - 羅 文 - 桂花 - 羅 文 - 紫荊 - 羅 文 - 杜鵑 - 羅 文 - 一杯咖啡 - 羅 文 - 披上驕陽 - 羅 文 - 火之曲 |

### 1982年（40首）
| | |
| - 王雅文 - 漫步記憶中 - 李龍基 - 春的鼓舞 - 李龍基 - 只有她 - 李龍基 - 稻草人 - 林子祥 - 投降吧 - 林子祥 - 明天怎麼過 - 林嘉寶 - 心 - 陳百強 - 寵愛 - 陳百強 - 魔術師 - 陳百強 - 找不到自由 - 陳百強 - 疾風 - 夏妙然 - 最後一次 - 許冠英 - 小丑情歌 - 陳美齡、岑建勳 - 舞會後 - 陳潔靈 - 風是冷 - 陳潔靈 - 他的眼光 - 陳潔靈 - 白金升降機 - 葉振棠 - 夢之洞 - 葉振棠 - 血肉來擋武士刀 - 葉振棠 - 果子 | - 景黛音 - 風之女 - 葉麗儀 - 月亮是個汽球 - 葉麗儀 - 粗絨布衫 - 葉麗儀 - 黃昏樂與怒 - 曾路得 - 愛的空氣 - 楊小菁、鍾婉儀 - 木結他 - 楊小菁、鍾婉儀 - 奇妙的感覺 - 蔡國權 - 長夜 - 鄧惠欣 - 握我手 - 鄧惠欣 - 汗造的路 - 盧業瑂 - 夜半無人私語時 - 盧業瑂 - 織個彩色夢 - 盧業瑂 - 朋友 - 盧業瑂 - 披雨午夜行 - 盧業瑂 - 寧願 - 羅 文 - 身體語言 - 露雲娜 - 荳芽夢 - 露雲娜 - 大個女 - 露雲娜 - 檸檬可樂 - 露雲娜 - 戚眼眉 |

### 1983年（54首）
| | |
| - 李中浩 - 戰士 - 何家勁 - 也許 - 何家勁 - 方小敏 - 何家勁 - 小姐開恩 - 李龍基 - 大樹林 - 李龍基 - 美麗傻日記 - 李龍基 - 斬柴佬 - 李龍基 - 我未變機器 - 杜麗莎 - 當天 - 杜麗莎 - 她似炸彈 - 林子祥、葉蒨文 - 重逢 - 林子祥 - 二人世界 - 林子祥 - 小男人主義 - 林子祥 - 花喱花碌星期六 - 陳秀雯 - 甜蜜如軟糖 - 陳秀雯 - 戴上降落傘 - 許冠傑 - 風中趕路人 - 許冠傑 - 這雙手 - 夏韶聲 - Rosalie - 夏韶聲 - Fever - 張德蘭 - 無盡的愛 - 張德蘭 - 勁歌舞曲 - 張德蘭 - 寒夜 - 陳潔靈 - Love Me - 陳潔靈 - 無情愛人 - 葉振棠 - 真男子 | - 葉振棠 - 夢遊人 - 葉振棠、Christine Samson - 應徵信 - 葉振棠 - 月亮神 - 曾路得 - 笑吧 - 曾路得 - 尋人廣告 - 葉德嫻 - 倦 - 甄 妮 - 寒夜冬衣 - 蔡楓華 - 愛的邏輯 - 蔡楓華 - 恕似火 - 盧冠廷 - 孤獨路 - 盧冠廷 - 深山行 - 盧冠廷 - 流浪歌手 - 盧冠廷 - 愛看雪的女郎 - 盧冠廷 - 青色小怪人 - 鍾文康 - 魔眼 - 鍾鎮濤 - 飛機頭 - 鍾鎮濤 - 鸚鵡使者（今晚見） - 鍾鎮濤 - 外星人報告書 - 薰 妮 - 蝴蝶夫人 - 羅 文 - 面譜 - 羅 文 - 激光中 - 羅 文 - 舞者 - 羅 文 - 紅紫色紙扇 - 羅 文 - 與心談心 - 羅 文 - 獨坐夜店中 - 羅 文 - 秋愁 - 王雅文 - 你 |

### 1984年（67首）
| | |
| - 陳秀雯 - 震盪 - 陳秀雯 - 親親我 - 陳百強 - 創世記 - 陳百強 - 摘星 - 陳百強 - 瘋狂慶祝會 - 陳百強 - 貓女人 - 張國榮 - H2O - 張武孝（大Al） - 四季風 - 蔡楓華 - 高溫境界 - 蔡楓華 - 愛得太深 - 蔡國權 - 影子與我 - 鍾鎮濤 - 我行我素 - 鍾鎮濤 - 無謂瞞我 - 薰 妮 - 捕蝶者 - 甄 妮 - 最後一舞 - 甄 妮 - 再度孤獨 - 甄 妮 - 雨中交響曲 - 許冠傑 - 最喜歡你 - 許冠傑 - 藍牛仔褲 - 許冠傑 - Christina - 詹永俊 - 豪情在我心 - 景黛音 - 午夜婚紗 - 景黛音 - 離別你 - 關正傑 - 一把聲音 - 關正傑 - 是你是你是你 - 林子祥 - 愛到發燒 - 林子祥 - 丫嗚婆 - 林子祥 - 我愛你 - 林子祥 - 貼身舞 - 林子祥 - 獨腳戲 - 林子祥 - 每一個晚上 - 林子祥 - 追憶 - 林子祥 - 床上的法國煙 | - 林志美 - 風與我 - 林志美 - 月影 - 林志美 - 綿綿冷雨 - 林志美 - 愛清風更愛Telephone - 林姍姍 - 許個願望 - 林姍姍 - 屋頂上 - 林姍姍 - 荳蔻戰 - 林姍姍、何嘉麗、鄭丹瑞 - 快樂小神仙 - 李麗蕊 - 小妹妹日記 - 李麗蕊 - 害羞的女孩 - 李麗蕊 - 無事也想你 - 小虎隊 - 小雄鷹 - 盧冠廷 - 十四噸空虛 - 盧冠廷 - 老樹的歌 - 雷安娜、彭健新 - 停不了的愛 - 雷安娜 - 不再一樣 - 麥潔文 - 夜夜癡纏 - 麥潔文 - 電光霹靂舞士 - 泰迪羅賓 - 小丑 - 譚詠麟 - 愛火 - 譚詠麟 - 火一般眼波 - 譚詠麟 - 夏日寒風 - 譚詠麟 - 捕風的漢子 - 徐小鳳 - 萬里星河 - 徐小鳳 - 風之路 - 徐小鳳 - 空虛所以空虛 - 王雅文 - 乘夢來的他 - 王雅文 - 曾在路上 - 葉蒨文 - 零時十分 - 葉蒨文 - 瘋女 - 葉蒨文 - 星與雲 - 葉蒨文 - 千金難得美人心 - 葉德嫻 - 親親傷心的我 - 葉振棠 - 十二月廿日 |

### 1985年（85首）
| | |
| - 杜麗莎 - 夜之乘客 - 露雲娜 - 不安全地帶 - 露雲娜 - 情像外衣 - 露雲娜 - 你的愛火 - 陳秀雯 - Ya Ya笑壞人 - 陳百強 - 我和你 - 陳百強 - 冷風中 - 陳百強 - 不再問究竟 - 陳百強 - 永不改變 - 陳潔靈 - 勁舞者 - 陳潔靈 - 愛的鼓舞 - 陳嘉玲 - 十八樓樓下 - 陳嘉玲 - 偶像Poster - 陳美玲 - 哈囉 - 蔣麗萍 - No. 55 - 張學友 - 局外人 - 張德蘭 - 愛的數學 - 張國榮 - 全賴有你 - 張國榮 - 不羈的風 - 蔡楓華 - 困 - 蔡國權 - 六日愛七天 - 蔡國權 - 固執 - 蔡國權 - 風中暖流 - 蔡國權 - 午夜看海 - 鍾鎮濤 - 夜貓 - 鍾鎮濤 - 鴛鴦水泡 - 甄 妮 - 為你而歌 - 甄 妮 - 忍痛說謊 - 甄 妮 - 每夜呼叫你 - 甄 妮 - 遊戲完畢 - 開心少女組 - 籮鬈72小時 - 何嘉麗 - 又到落葉時 - 許冠傑 - 最緊要好玩 - 許冠傑 - 心裡日記 - 關正傑 - 一生的計劃 - 關菊英 - 新的一頁 - 關菊英 - 火一般心思 - 鄺美雲 - 要爆的細胞 - 黎芷珊 - 傻罪過 - 黎芷珊 - 不知不覺愛上你 - 林子祥 - 誘惑 - 林子祥 - 紅日我愛你 - 林子祥 - 聖誕夜 | - 林子祥 - 這一個夜 - 林子祥 - 投奔那方 - 林志美、郭小霖 - 新宿物語 - 林憶蓮 - 高速愛情車 - 李中浩 - 午夜奇女子 - 李中浩 - 痴痴的心 - 李中浩 - 魔力的背影 - 李中浩 - 十萬個明天 - 李麗蕊 - 蛻變 - 李麗蕊 - 鎖匙扣 - 盧業瑂、鍾鎮濤 - 888支箭 - 盧業瑂 - 被遺忘的人 - 呂 方 - 甜蜜十六歲 - 麥潔文 - 我是豪放 - 麥潔文 - 斷 - 吳夏萍 - 細胞與我 - 吳夏萍 - 心的色彩 - 吳夏萍 - 雨聲 - 彭健新 - 一串舊回憶 - 鮑翠薇 - 愛的魔咒 - 鮑翠薇 - 賣心者 - 夏韶聲 - 愛非禁區 - 夏韶聲 - 空凳 - 夏韶聲 - 搖擺心窩 - 夏韶聲 - 盜日者 - 夏韶聲 - 走不完的路 - 譚詠麟 - 愛你太深 - 譚詠麟 - 火美人 - 譚詠麟 - 暴風女神Lorelei - 羅 文 - 午夜怨曲 - 羅 文 - 枷鎖 - 鄧麗盈 - 秒秒鐘想你 - 鄧麗盈 - 溶解我 - 王雅文 - 夜之節拍 - 王雅文 - 別讓我步過 - 王芷蕾 - 每一個晚上 - 葉蒨文 - 長夜My Love Goodnight - 葉蒨文 - 200度 - 葉德嫻 - 我要 - 葉德嫻 - 風騷的原因 - 葉振棠 - 酒場 - 葉振棠 - 休止符 |

### 1986年（93首）
| | |
| - 杜麗莎 - 多半晚 - 杜麗莎 - 我痛苦 - 陳秀雯 - 夢幻夢 - 陳秀雯 - 枯萎 - 陳百強 - 再見Josephine - 陳潔靈 - 火熱舞 - 陳潔靈 - Forever My Love - 陳潔靈 - 當天那真我 - 陳潔靈、葉德嫻 - 千個太陽 - 陳潔靈 - 前路 - 陳潔靈 - 風·火·海 - 陳慧嫻 - Love Me Once Again - 陳慧嫻 - 反叛 - 陳慧麗 - 給自己的信 - 蔣麗萍 - 永久舞伴 - 張學友 - 偷心者 - 張學友 - 苗 - 張學友 - 初吻 - 張學友 - 藍雨 - 張國榮 - Stand Up - 張國榮 - 黑色午夜 - 張國榮 - 寂寞獵人 - 張國榮 - 隱身人 - 張國榮 - 烈火邊緣 - 張國榮 - Crazy Rock - 張德蘭 - 爆炸境界 - 蔡楓華 - 絕對空虛 - 蔡國權 - 燃亮我 - 蔡國權 - 漏電 - 周啟生 - 天使魔鬼混合體 - 甄 妮 - 不裝飾的世界 - 何嘉麗 - 永遠富有 - 許冠傑 - 親愛的 - 許冠傑 - 心思思 - 許冠傑 - 我的妹妹 - 許冠傑 - 宇宙無限 - 許冠傑 - Radio好知己 - 關菊英 - 簡愛 - 郭小霖 - 從不知 - 郭小霖 - 傳電美人 - 郭小霖 - Bye Bye Love - 林子祥、葉蒨文 - 千粒星 - 林子祥 - 史泰龍Lambo - 林子祥 - 虎威戰士 - 林子祥 - 蜘蛛女之吻 - 林子祥 - 開路先鋒 | - 林子祥 - 加大碼 - 林子祥 - 緊靠一起 - 林志美 - 雨夜鋼琴 - 林志美 - 勁之夜 - 林志美 - 不要說再見 - 林憶蓮 - 心碎巷 - 林姍姍 - A君B君C君 - 林姍姍 - 霧夜 - 林姍姍 - 連鎖反應 - 劉德華 - 七色白日夢 - 柳影虹 - 火之探戈 - 李中浩 - 夜舞者 - 李中浩 - 無牌駕駛 - 盧冠廷、關正傑、區瑞強 - 蚌的啟示 - 盧冠廷 - 都市藍調 - 呂 方 - 看日落的人 - 呂 方 - 痴戀 - 麥潔文 - 勁舞Dancing Queen - 麥潔文 - 不肯帶走 - 麥潔文 - 路黑山高錫人夜 - 麥潔文 - 等待 - 梅艷芳 - 壞女孩 - 梅艷芳 - 冰山大火 - 梅艷芳 - 妖女 - 梅艷芳 - Crazy Love - 梅艷芳 - 緋聞中的女人 - 上山安娜 - 發電站 - 孫明光 - 微風中 - 夏韶聲 - 仍在等待你 - 夏韶聲 - 假假地 - 夏韶聲 - 高速世界 - 夏韶聲、蘇芮 - 車站（與潘源良合寫) - 譚詠麟 - 舊信紙 - 譚詠麟 - 刺客 - 羅 文 - 付出過 - 羅 文 - The Night Is Lonely - 徐小鳳 - 字條 - 徐小鳳 - Hello Paula - 溫兆倫 - 化學作用 - 葉蒨文 - 我要活下去 - 葉蒨文 - 後悔淚水 - 葉蒨文 - Cha Cha Cha - 葉德嫻 - 情人Lift - 葉德嫻、陳潔靈 - 千個太陽 - 葉德嫻 - 觸摸我的嘴唇 - 葉振棠 - 傷心號帆船 - 葉振棠 - 裝作聾啞 |

### 1987年（112首）
| | |
| - 露雲娜 - 弄縐了的裙 - 陳百強 - 地下裁判團 - 陳潔靈 - La Bamba - 陳潔靈 - 一次過講清楚 - 陳潔靈 - 母親 - 陳潔靈 - The Greatest Song - 成 龍 - 鐵漢柔情 - 陳松齡 - 曾在 - 陳松齡 - 午睡中的父親 - 陳美玲 - 刀山火海 - 陳慧嫻 - 貪、貪、貪 - 陳慧嫻 - 去吧！ - 陳慧嫻 - 鐵心人 - 陳慧嫻 - 傻女 - 鍾鎮濤 - 仍是那樣 - 蔣麗萍 - 紅唇和香檳 - 張學友 - 迷情 - 張學友 - 太陽星晨 - 張學友 - 愛恩斯坦 - 張國榮 - 拒絕再玩 - 張國榮 - 共同渡過 - 張國榮 - 夠了 - 張國榮 - 請勿越軌 - 張德蘭 - 誓盟 - 蔡楓華 - 破碎 - 蔡楓華 - 繼續空虛 - 蔡楓華 - Play Girl - 蔡楓華 - 風中追風 - 蔡楓華 - 接受 - 蔡楓華 - 你在何方 - 蔡楓華 - 阿勇的故事 - 蔡國權 - 五十年不變 - 周啟生 - 隨便吧 - 周啟生 - 長得很 - 甄 妮 - 路 - 甄 妮 - 生命艷陽 - 甄 妮 - 天跌落o黎當粒米 - 許冠傑 - 悶到透 - 許冠英 - 猛鬼差館 - 郭小霖 - 愛情蝙蝠俠 - 郭小霖 - 小霖秘笈 - 郭小霖 - 失戀蝙蝠俠 - 郭小霖 - 午夜人狼 - 郭小霖 - 他也是人 - 鄺美雲 - Tonight - 林子祥 - 勇敢的愛 - 林子祥 - 孤單的戰爭 - 林子祥 - 上癮 - 林子祥 - 花街70號 - 林子祥 - 一世離開你 - 林子祥 - 孤身旅者 - 林子祥 - 幕後英雄 - 林志美 - 因你別離 - 林志美 - 發熱體 - 林志美 - 因我愛你 - 林志美 - 走我路 | - 林憶蓮 - 東方西方 - 林憶蓮 - 激情 - 林憶蓮 - 灰色 - 林憶蓮 - 住家男人 - 林憶蓮 - 鷹與星 - 林姍姍 - Rock Me Tonight - 林姍姍 - 第二年孤獨 - 劉天蘭 - City Girl - 李麗蕊 - 冒牌戲迷 - 劉美君 - 最後一夜 - 劉美君 - Give Me All Your Love, Boy - 劉美君 - 這雙眼只望你 - 呂 方 - 同是寂寞人 - 呂 方 - 無盡的風 - 呂 方 - 學會絕情 - 呂 方 - 也是如空 - 倫永亮 - 八級戀火 - 梅艷芳 - Oh No, Oh Yes - 梅艷芳 - 似火探戈 - 梅艷芳 - 假如我是男人 - 梅艷芳 - 最後一次 - 吳國敬 - Turn Up The Radio - 沈金鈴 - 一見鍾情 - 蘇 芮 - 機場內 - 蘇 芮 - 午夜鼓聲 - 蘇 芮 - 多麼的諷刺 - 夏韶聲 - 打錯電話 - 夏韶聲 - 未來世界 - 夏韶聲 - 說句動聽話 - 譚詠麟 - Maggie - 譚詠麟 - 根 - 譚詠麟 - 結他的季節 - 譚詠麟 - 再見吧！浪漫 - 羅 文 - 乜都拗 - 羅 文 - 紋身的獵人 - 杜德偉 - 謠言 - 杜德偉、莫鎮賢 - Only You - 杜德偉 - 危險地帶 - 溫兆倫 - 十八萬年 - 溫兆倫 - Valarie - 黃凱芹 - 旁觀者清 - 黃凱芹 - 呼號 - 黃寶欣、鄭敬基 - 酒杯敲鋼琴 - 黃寶欣 - I'm Your Friend, I'm Your Lover - 黃汝燊 - 敬愛父母（黃汝燊合寫） - 黃汝燊 - 晴天（黃汝燊合寫） - 甄楚倩 - 夢快車 - 葉蒨文 - 海旁獨唱 - 葉蒨文、林子祥 - 乾一杯 - 葉蒨文 - 衝動 - 葉蒨文 - 地獄天堂 - 葉德嫻 - 心肝房客 - 葉德嫻 - 好東西 - 葉德嫻、散芬芳合唱團 - 勤力媽媽 - 群 星 - 地球大合唱 |

### 1988年（59首）
| | |
| - Blue Jeans - 人生酒庫 - 陳潔靈 - 失戀一週年 - 陳潔靈 - 也許世事如此 - 陳潔靈 - 翅膀下的風 - 陳潔靈 - 放蕩 - 陳潔靈 - Bang Bang - 成 龍 - 成長 - 陳慧嫻 - 不住怨婦街 - 鄭敬基 - 夢裡Super Star - 張國榮 - 愛的兇手 - 張國榮 - 熱辣辣 - 張國榮 - 燒毀我眼睛 - 張立基 - 今夜你是否一人 - 鍾鎮濤 - 仍是那樣 - 草 蜢 - 怕甚麼 - 甄 妮 - 單身女郎 - 甄 妮 - 東南西北 - 何嘉麗 - 夜溫柔 - 何嘉麗 - 誰亦可擁有 - 許志安 - 反斗動物 - 郭小霖 - 愛妳別妳 - 林子祥 - 從前日後與這天 - 林子祥 - 生命之曲 - 林子祥 - 失蹤少女 - 林志美 - 灑脫 - 林志美 - 攝石人 - 林憶蓮 - 最佳男主角 - 林憶蓮 - 滴汗 - 林憶蓮 - 最佳男主角 (頒獎典禮後...at his penthouse suite) - 林憶蓮 - 雷電風雨夜 - 林憶蓮 - 一接觸 - 林憶蓮 - 你是我的男人 | - 林姍姍 - 六日六夜 - 林姍姍 - 單身貴族 - 梁朝偉 - Mr Lonely - Maria Cordero - 萍水相逢 - 麥潔文 - 搖擺我 (Rock Me) - 麥潔文 - 豹伴 - 麥潔文 - 眼看手勿動 - 麥潔文 - 母親的筆記 - 吳國敬 - 噴火 - 夏韶聲 - 吸血婦人 - 夏韶聲 - Mr. Yes - 夏韶聲 - 結他低泣時 - 夏韶聲 - 你漂亮的固執 - 譚詠麟、泰迪羅賓、區瑞強、陳百祥 - Pa Pa Oh Ma Ma - 譚詠麟 - 假刺激 - 羅 文 - 化粧舞會 - 羅 文 - 舊物 - 風 雲 - 應有此報 - 黃凱芹 - 霧夜追蹤 - 黃凱芹 - 從沒這般相信 - 黃敏華 - Honey Honey - 甄楚倩 - 難破船 - 葉蒨文 - 美夢記心中 - 葉蒨文 - 答案 - 葉蒨文 - 紅玫瑰 - 葉蒨文 - 深深擁著我 - 葉蒨文 - 從頭開始 - 葉振棠 - 奇女子 |

### 1989年（93首）
| | |
| - Blue Jeans - 永遠是你的好友 - Blue Jeans - 大夢想家 - 太極 - 通緝者 - 王 傑 - 一再無言 - 王靖雯 - 藉口 - 吳國敬 - 從不知會這般辛苦 - 呂 方 - 薄紗那樣的夜 - 呂 方 - 重遇 - 李克勤 - 撞裂黑夜 - 李克勤 - In The City - 杜德偉 - 夜半一點鐘 - 周啟生 - 淺草妖姬 - 周潤發 - 飛砂風中轉 - 林子祥 - 有著你 - 林姍姍 - 突然 - 林姍姍、盧業瑂、露 比 - 愛火廣播站 - 林憶蓮 - 一分鐘都市 一分鐘戀愛 - 林憶蓮 - 依然 - 林憶蓮 - 逃離鋼筋森林 - 林憶蓮 - 燒 - 夏韶聲 - 你喚醒我的靈魂 - 草 蜢 - ABC - 張立基 - 孤獨路 - 張立基 - 月在跳 - 張國榮 - 暴風一族 - 張國榮 - Miss You Much - 張國榮 - Forever愛你 - 張國榮 - 禁片 - 張國榮 - Why?! - 张学友 - Cry - 張學友 - Linda - 張學友 - 花花公子 - 張學友 - 親親 - 張學友 - 鋼骨遮 - 梅艷芳 - 黑夜的豹 - 梅艷芳 - 願今宵一起醉死 - 梅艷芳 - 火紅色人生 - 郭小霖 - 但是遲極了 - 郭小霖 - 何故 - 郭小霖 - 一些事一些情 - 陳百強 - Hot Night - 陳百強 - 過去...永遠都如此 - 陳松齡 - 亂亂亂 - 陳松齡 - 母親的手 - 陳松齡 - 你有次望見便好 - 陳松齡 - 來別要停 - 陳松齡 - 沙中的情信 - 陳松齡 - 忘了他 | - 陳德彰 - 辯方證人 - 陳慧嫻 - 千千闋歌 - 陳慧嫻 - Dancing Boy - 陳慧嫻 - 憂鬱你好 - 陳潔靈 - 永不讓步 - 陳潔靈 - 奔放一生 - 麥潔文 - 深宵三點 - 彭家麗 - 再見十九歲 - 黃敏華 - 卑鄙 - 黃凱芹 - 沒結果的一些感情 - 黃 霑 - 香港X'mas（Medley 1：又到聖誕、香港長是我的家）（黃霑、黎彼得合寫） - 黃 霑 - 香港X'mas（Medley 2：慈祥鵬過聖誕、皆因－經過六四）（黃霑、黎彼得、林夕合寫） - 黃寶欣 - 說謊的東西 - 黃寶欣 - 末世風情 - 葉蒨文 - 最後一吋 - 葉蒨文 - 慢慢地更加好 - 葉蒨文 - 命運我操縱 - 甄 妮 - 紅唇綠酒 - 甄 妮 - 無言伴侶 - 甄 妮 - 多給我一夜 - 甄楚倩 - 今天天氣呵呵呵 - 甄楚倩 - 一生留給你 - 劉美君 - 慢鏡 - 劉美君 - 街邊派對 - 歐陽德勛 - 原諒我記不起 - 蔡立兒 - 你是誰 - 蔡楓華 - 愛海 - 蔡楓華 - 落葉漫天的冬季 - 鄭敬基 - 深紫 - 鍾鎮濤 - 浮沙足印 - 鄺美雲 - 真的對不起 - 鄺美雲 - 愛得瘋了 - 羅 文 - 別講空話 - 羅 文 - 朋友，你好嗎？ - 譚詠麟 - 傷心帶笑者 - 譚詠麟 - 魔鬼之女 - 譚詠麟 - 你知我知 - 譚詠麟 - 應有此報 - 譚耀文 - 美麗曾經 - 譚耀文 - 沒午夜發售 - 譚耀文 - 我的綽號名「陷阱」 - 譚耀文 - Jo Jo - 關淑怡 - 繭中人 - 關淑怡 - 血色瑪莉 - 關淑怡 - 流行風格 - 寶佩如 - 飛 - 寶佩如 - 請先掛號 - 蘇 芮 - 明朝醒了時 - 蘇 芮 - 冠軍好人 - 文佩玲 - 午夜狂奔 |

### 1990年（75首）
| | |
| - 陳雅雯 - 妹妹今天生日 - 陳雅雯 - 烈火奔放 - 蔣志光 - 我永遠懷念你 - 鄭秀文 - 夢燃燒 - 張學友 - 再度重遇你 - 張學友 - 地震 - 區瑞強 - 差不多先生 - 蔡齡齡 - 細水長流 - 蔡齡齡 - 人生嘉年華 - 周美茵 - 沒有忘掉的面容 - 周 影 - Go Go Away Boy - Echo - 准許我愛你 - Echo - 情是空·情是夢 - 草 蜢 - 忍者龜力量 - 草 蜢 - 火之界 - 許志安 - 因有妳 - 關淑怡 - 一分鐘後爆發 - 關淑怡 - 當世界無玫瑰 - 關淑怡 - 別要我再等 - 黎 明 - 一生比我好 - 林子祥 - 一隻蚊 - 林子祥 - 可以嗎 - 林子祥 - 日落日出 - 林子祥 - 星之影像 - 林子祥 - 高大威猛 - 林憶蓮 - 傾斜 - 林憶蓮 - 夜生活 - 劉德華 - 魔鬼的門徒 - 劉德華 - 再會了 - 李克勤 - 迷離境界 - 劉美君 - 玩玩 - 劉美君 - 事前 - 劉美君 - 來吧 - 劉美君 - 事後 - 劉美君 - 六本木的榻榻米 - 劉美君 - 依依 - 劉美君 - 私人地帶 - 劉美君 - 午夜傳真 | - 倫永亮 - 一生不會改...Be My Valentine - 倫永亮 - 追星者 - 倫永亮 - 鋼琴後的人 - 倫永亮 - 給戀愛喝采 - 麥潔文 - 一晚 - 文佩玲 - 鬥氣 - 梅艷芳 - 愛情基本法 - 梅艷芳 - 封面女郎 - 梅艷芳 - 正歌 - 吳國敬 - 是否 - 吳國敬 - 星的軟禁 - 彭家麗 - 風鈴 - 夏韶聲 - The Fool - 譚詠麟 - 理想與和平 - 譚詠麟 - 路疊路 - 譚耀文 - 夜深情真 - 譚耀文 - 又是下夜雨深宵 - 譚耀文 - 你是罪 - 譚耀文 - 聖鬥士星矢 - 杜德偉 - 影子舞 - 杜德偉 - 隱瞞 - 王 傑 - 冰太陽 - 王 傑 - 是你·是你 - 王靖雯 - 巴黎塔尖 - 王靖雯 - Everything - 王靖雯 - 鬥快說笑話 - 王靖雯 - 美麗的震盪 - 王靖雯 - 又繼續等 - 王靖雯 - 無原因 - 黃 翊 - Kiss - 黃 翊 - I'm In Love - 黃 翊 - 火中火 - 黃 翊 - 喜歡愛妳 - 甄楚倩 - 乖乖 - 甄楚倩 - 衝動 - 葉蒨文 - 他 - 葉蒨文 - 秋去秋來 - 葉蒨文 - 第一晚 |

### 1991年（50首）
| | |
| - 太 極 - 一切為何 - 何嘉麗 - 不應纏綿的一夜 - 何嘉麗 - 點滴在心頭 - 何嘉麗 - 那些好日子 - 李克勤 - 跳舞波鞋 - 李克勤 - Chai Yo - 李美鳳 - 獨來獨往 - 杜德偉 - Because I Love You - 杜德偉 - 天生喜歡你 - 杜德偉 - 不只一宵 - 杜德偉 - 黐線枕邊人 - 沈殿霞 - 一於繼續笑 - 林子祥 - 你仍是愛著我嗎？ - 林憶蓮 - 瘋了 - 林憶蓮 - 多謝 - 林憶蓮 - 再生戀 - 林憶蓮 - 野花 - 林隆璇、陳曉娟 - 從不喜歡孤單一個 - 倫永亮 - 形象製造城 - 倫永亮 - 每次我展開翅膀 - 倫永亮 - 別孤身作戰 - 唐韋琪 - 戀人 - 夏韶聲 - 童年夢想 - 张学友 - 每天愛你多一些 - 張學友 - 如沒有你 | - 梅艷芳 - 夢姬 - 梅艷芳 - 教父的女人 - 許志安 - 翻騰 - 彭家麗、蔣志光 - 美麗傳奇 - 曾航生 - 愛似刀 - 溫兆倫 - 兩個孤島 - 葉蒨文 - 憑千個心 - 葉蒨文 - 仍是愛你一個 - 葉蒨文 - 仍夢見你，仍夢見我 - 葉蒨文 - 快一些 - 葉蒨文 - 春風秋雨 - 葉蒨文、杜德偉 - 信自己 - 甄楚倩 - 愛我徹底 - 劉美君 - 多些給我那些 - 劉美君 - 夜已變得騷了 - 劉美君 - 新年願望 - 劉德華 - 愛不完 - 劉錫明 - 你怎麼捨得我難過 - 蔣志光 - 長路有多遠 - 王傑 - 一生心碎 - 鄭秀文 - 情斷維也納 - 鄺美雲 - 太了解 - 譚詠麟 - 北風 - 譚詠麟 - 一千一個春與冬 - 譚詠麟、成 龍 - 我做得到 |

### 1992年（55首）
| | |
| - Beyond - 早班火車 - Face To Face - 是意外，還是愛 - 太 極 - 拼命三郎 - 太 極 - 頂天立地 - 王 傑 - 從未這樣愛過 - 王靖雯 - 這些...那些... - 何婉盈 - 夜深雨中 - 李美鳳 - 雪內暖火 - 李國祥 - 一人派對 - 李國祥 - 舊時情·今時情 - 杜德偉 - 給我吧 - 杜德偉 - 每一分鐘 - 杜德偉 - 不可吩咐 - 林子祥 - 人海中一個你 - 林子祥 - 午夜搖擺 - 林子祥 - 清河 - 林憶蓮 - 醒醒 - 林憶蓮 - 寵愛 - 林憶蓮 - 始終一天 - 倫永亮 - 休止符 - 倫永亮 - 因你極難代替 - 倫永亮 - 無論那一天 - 倫永亮 - 這個地方 - 倫永亮、李樂詩 - 你是誰 - 夏韶聲 - 新聞報導 - 張智霖 - 逗我開心吧 - 張智霖 - 謝謝你 | - 张学友 - 真情流露 - 梅艷芳 - 路...始終告一段 - 許志安 - 喜歡妳是妳 - 許志安 - 雨後陽光 - 郭富城 - 仍然掛念 - 郭富城 - I'm On Fire - 陳潔靈 - 騙你一夜 - 陳潔靈 - 西方雪花東方情 - 葉玉卿 - 卿卿我我 - 葉玉卿 - 不散的空虛 - 葉蒨文 - 真女人 - 葉蒨文 - 一輩子溫柔 - 葉蒨文 - 暖流 - 劉美君 - 思潮 - 劉美君 - 你的雙眼如深秋 - 劉美君 - 再讓我望你多一回 - 劉美君 - 驟然 - 劉德華 - 一知半解 - 劉德華 - 祝你生辰快樂 - 劉德華 - 假裝 - 劉錫明 - 一生全屬你 - 劉錫明 - 一生一世之戀 - 劉錫明 - 知己良朋 - 蔡興麟 - Come Back To Me - 黎明 - 但願不只是朋友 - 鍾鎮濤 - 當你靠著我 - 譚詠麟 - 知不知 |

### 1993年（61首）
| | |
| - 太 極 - 獻給Pauline - 王靖雯 - 不再兒嬉 - 王靖雯 - 我永遠珍惜你我 - 王靖雯 - 如風 - 王靖雯、軟硬天師 - 請勿客氣 - 白嘉倩 - 偉大 - 白嘉倩 - 情場如戰場 - 江希文 - 闖我夢兒吧 - 江希文 - 好女子 - 吳奇隆 - 奇而濃的狂想 - 杜德偉 - 四十八小時 - 杜德偉 - 說故事的人 - 杜德偉 - 忽然 - 車沅沅 - 一億一千天 - 林憶蓮 - 震撼 - 林憶蓮 - 假如讓你吻下去 - 風火海 - 奔放 - 倫永亮 - 每一個早上 - 倫永亮 - Only You, Only Me - 倫永亮 - Let Me Be The One - 倫永亮 - 我未曾活過 - 倫永亮 - 髮之舞 - 倫永亮 - 一千一個冬 - 倫永亮 - 山高天高愛更高 - 陸家俊 - 你是我一生的愛歌 - 張智霖 - 每一分鐘都願能見你 - 張智霖 - 百份百你好 - 張衛健 - 你永遠都最重要 - 梁雁翎 - 不應該的愛 - 郭富城 - 一分一寸 - 郭富城 - 了斷不了 | - 陳慧嫻 - Jealousy - 陳慧嫻 - 你身邊永是我 - 彭家麗 - 昨天·今天·下雨天 - 楊采妮 - 不會哭於你面前 - 群 星 - 樂善的心（周禮茂、潘源良合寫） - 葉玉卿 - 如果你乖 - 葉蒨文 - 你今天要走 - 葉蒨文 - 走火入魔 - 葉蒨文 - 枉費心思 - 劉美君 - 意外 - 劉美君 - 不可能說的夢 - 劉德華 - Laura - 劉德華 - 答案就是你 - 劉德華 - 硬漢子，熱女人 - 劉德華 - 暗裡著迷 - 劉錫明 - 必須愛你 - 蔡濟文、梁雁翎 - 猜猜 - 鄭秀文 - 每一個明天 - 鄭秀文 - 一水隔天涯 - 鄭秀文 - 依依不捨 - 鄭秀文 - 熱脹冷縮 - 鄭秀文、許志安、梁漢文、陳浩民、車沅沅、李美林、張崇基、張崇德 - 愛情傻戀La La La - 鍾鎮濤 - 分分鐘對你好 - 關淑怡 - 無盡的愛 - 邱綺玲 - 夜在燒 - 邱綺玲 - 瘋豹 - 邱綺玲 - 長青不死 - 邱綺玲 - 午夜時分 - 邱綺玲 - 共行一生風雨中 - 蘇 芮 - 愛的人 |

### 1994年（55首）
| | |
| - Beyond - 醒你 - 甘子暉 - 每當日落時 - 韋綺姍 - 女人夢 - 韋綺姍 - 一晚六晚七晚 - 陳松齡 - 嘴巴運動 - 陳山蔥 - ABCD - 鄭伊健 - 直至消失天與地 - 鄭秀文 - 薩拉熱窩的羅密歐與朱麗葉 - 張學友 - 夢裡再愛一次 - 張智霖 - 少一天都太短 - 周華健 - 怕黑 - 何家勁 - 愛到我心碎 - 許志安 - 來讓我愛吧 - 許志安 - 心血 - 許志安 - 回來讓我愛吧 - 許志安 - 由星期一起 - 許志安、梁漢文、海俊傑、張崇基、張崇德 - 朋友心 - 江希文 - 不會乖乖的等你 - 江希文 - 七日七夜 - 湯寶如 - 你好嗎 - 郭富城 - 望鄉 - 黎瑞蓮 - 離開的最後離開 - 林子祥 - 單手拍掌 - 林子祥 - 你是朋友 - 林子祥 - 不可能沒有你 - 林憶蓮 - 多些那些 - 林憶蓮 - 芝加哥的故事 - Dick Lee - 北南西東 - Dick Lee - 有著你的夜 | - 李國祥 - 最美世界=你+我 - 李國祥 - 飛身 - 梁漢文 - 一百巴仙愛上你 - 梁漢文 - 第一位 - 呂 方 - 流浪花 - 倫永亮 - 心田 - 倫永亮 - 乜歌 - 倫永亮 - 矛盾 - 倫永亮 - 無條件的愛 - 倫永亮 - 溫水情人 - 梅艷芳 - 請你快回來 - 吳奇隆 - Loving You - 吳倩蓮 - 偏心 - 彭 羚 - 不許眼兒再下雨 - 彭 羚 - 把你怨恨 - 彭 羚 - 這夜你好嘛？ - 蘇有朋 - 君子要動手 - 孫耀威 - I Will Be Here For You - 夏韶聲 - 昨天今天 - 杜德偉 - 你使我渴望 - 風火海 - 愛情風火海 - 王靖雯 - 天與地 - 葉蒨文 - 不見不散 - 蘇永康、彭家麗 - 從不喜歡孤單一個 - 陳潔靈 - 哭...可以麼 |

### 1995年（12首）
| | |
| - 江希文 - 自編自演 - 呂 方 - 無緣 - 呂 方 - 蒙塵情歌 - 馬怡靜 - 在我心中有你 - 張智霖 - 多一些可以麼 - 梅艷芳 - Big Bad Girl - 梅艷芳 - 歌之女 | - 郭富城 - 強 - 陳慧嫻 - 不想你，還想你 - 彭 羚 - 喜歡最喜歡你 - 鄭伊健 - 一個為你甘去蹈火海的人 - 蘇永康 - 一人精彩 |

### 1996年（25首）
| | |
| - 李克勤 - 當找到你 - 李克勤 - 主角．配角 - 李克勤 - Ba Ba 您好嗎？ - 李克勤 - 好戲之人 - 李克勤 - 沒有你．贏了世界又如何 - 林憶蓮 - 哭 - 林憶蓮 - 回歸 - 梁詠琪 - 某年仲夏 - 郭富城 - 戰鼓 - 郭富城 - 最激帝國 - 陳秀雯 - 莎拉的故事 - 陳 琪 - 琪女子 - 陳曉東 - 不一樣的眼睛 - 彭 羚 - 天旋地轉 | - 彭 羚 - 夜風鈴 - 彭 羚 - 給天邊最愛的人 - 彭 羚 - 感情難以承受的重 - 彭 羚 - 回味 - 彭 羚 - 又再等 - 楊千嬅 - 燭光夜 - 葉蒨文 - 福氣 - 劉德華 - 灑 - 劉德華 - 絕對在乎您 - 巫啟賢 - 因為你 - 鄭秀文 - 驚天動地 - 鄭秀文 - 加爾各答的天使—德蘭修女 |

### 1997年（33首）
| | |
| - Zen - 不熄之火 - 吳倩蓮 - 自由不自在 - 呂 方 - 傳聞 - 呂 方 - 鏡 - 李克勤 - 菜湯 - 車沅沅 - 半分鐘前 - 林子祥 - 谷爆 - 紀炎炎 - 熄燈 - 孫耀威 - 一億三千八天 - 張智霖 - 不自治區 - 張智霖 - 流連 - 张学友 - 愛是永恆 - 張學友 - 困 - 張學友 - 狂 - 張學友 - 怒 - 張學友 - 金金相印 | - 張學友 - 信金得夠 - 梁詠琪 - 一天一天 - 梁詠琪 - 茶杯 - 梅艷芳 - 火鳳凰之舞 - 梅艷芳 - 鏡花水月 - 梅艷芳 - 夜蛇 - 梅艷芳 - 月光 - 陳小春 - 背影樹 - 陳小春、鄭伊健 - 一於奉陪 - 陳秀雯 - 天荒地老 - 華星群星 - 奔向未來 - 楊采妮 - 好戲只半場 - 葉蒨文 - 麻煩女人 - 劉德華 - 真生命 - 劉德華 - 兄弟姊妹 - 劉德華 - 桃花源 - 黎明 - 你令愛了不起 |

### 1998年（24首）
| | |
| - Dry - 掟跑車落海 - Dry - 黑 - 李蕙敏 - 大話情人 - 林子祥 - 簡簡單單 - 馬浚偉 - 你是我的日與夜 - 馬浚偉 - 6:13p.m. 雷暴 - 张学友 - 你想不想 - 張學友 - One Shining Moment - 梁詠琪 - 自由自在 - 許志安 - 愛海 - 郭富城 - 當年舊事 - 陳奕迅 - 天下無雙 | - 陳慧嫻 - 時間瓶 - 陳潔儀 - 冰山一角 - 陳潔儀 - 神奇 - 彭 羚 - 罷不來 - 彭 羚 - 咬唇 - 葉蒨文 - 你要記住 - 鄭中基 - 不完的歌 - 鄭伊健 - 長髮 - 黎明 - 一個你，一個我 - 譚詠麟 - 天空小說 - 譚詠麟 - 愛到出界 - 譚詠麟 - 情若冤家一線差 |

### 1999年（15首）
| | |
| - Snowman - 下一站... - 倫永亮 - 六月雪飛 - 馬浚偉 - 忘不掉（男人的苦惱） - 張國榮 - 春夏秋冬 - 張國榮 - 心跳呼吸正常 - 张学友 - 逃亡 - 張學友 - 愛你痛到不知痛 | - 梁漢文 - 三分鐘 - 陳奕迅 - 昨日 - 陳奕迅 - 今日 - 陳奕迅 - 每一個明天 - 陳奕迅 - 飄飄飄飄 - 陳慧嫻 - 流水行雲 - 鄭伊健 - Together - 謝霆鋒、何嘉莉、郭偉安、俞詠文 - 打妖王 |

### 2000年（10首）
|                                                                                               |                                                                                               |
| - 古天樂 - 天真 - 李克勤 - 眼眉 - 車婉婉 - 別說愛到天荒 - 林憶蓮 - 千禧願 - 張國榮 - 願你決定 | - 郭富城 - 無忌 - 陳奕迅 - 我感激 - 陳曉東 - 生命，你好！ - 劉德華 - 超友誼 - 羅嘉良 - 我的淚 |

### 2001年（4首）
|                                       |                                   |
| - 張學友 - 如初 - 張學友 - 沒有童話時 | - 譚詠麟 - 愛自己 - 譚詠麟 - 遙望 |

### 2003年（2首）
|                             |                   |
| - 林志美 - 孤單先生孤單小姐 | - 蔡一傑 - 有點邪 |

### 2006年（1首）
|                     |  |
| - 陳紀匡 - 極度危險 |  |

## 特色歌曲[11]
林振強的填詞風格一向以有創意為主，以下舉出一些有特色風格的歌曲：
1.《摘星》(1984年)：把吸毒的行為比喻為進入一間名為「後悔」的黑店，而戒毒就是離開這間黑店。
2.《一把聲音》(1984年)：推廣1985年3月香港舉行的第二屆區議會選舉。
3.《生命艷陽》(1987年)：表達出初為人母的女子對於新生嬰兒的喜悅。
4.《薩拉熱窩的羅密歐與茱麗葉》(1994年)：與《和平之歌》、《地球大合唱》、太極《一切為何》、Beyond《Amani》等記敍戰火禍害為題材的歌曲不同，粵語流行音樂史上首支以「戰場上的戀人故事」來借事說理(反戰)的歌曲。
5.《加爾各答的天使—德蘭修女》(1997年)：歌詞將德蘭修女的事跡表達出來。
6.《最緊要好玩》：一九八五年電影《打工皇帝》的主題曲。
7.《地下裁判團》：充分訴說出人民對於舊制度的不滿，勇於求變。
8.《蚌的啟示》：推廣公民教育。

## 得獎歌曲
| | |
| - 1981至1982年十大勁歌金曲 - 《笛子姑娘》- 葉振棠 - 1983十大勁歌金曲 - 《倦》- 葉德嫻 - 《激光中》- 羅文 - 1984十大中文金曲 - 《愛到發燒》- 林子祥 - 《摘星》- 陳百強 - 《再度孤獨》- 甄妮 - 1984十大勁歌金曲 - 《零時十分》- 葉蒨文 - 《再度孤獨》- 甄妮 - 1985十大中文金曲 - 《不羈的風》- 張國榮 - 《每一個晚上》- 林子祥 - 《最緊要好玩》- 許冠傑 - 1985十大勁歌金曲 - 《不羈的風》- 張國榮 - 《暴風女神Lorelei》- 譚詠麟 - 《壞女孩》- 梅艷芳 - 1985年亞太流行歌曲創作比賽「香港區冠軍」 - 《空凳》- 夏韶聲 - 1986十大中文金曲 - 《心思思》- 許冠傑 - 1986十大勁歌金曲 - 《千個太陽》- 陳潔靈、葉德嫻 - 1987十大中文金曲 - 《太陽星辰》- 張學友 - 《灰色》- 林憶蓮 - 1987十大勁歌金曲 - 《太陽星辰》- 張學友 - 《灰色》- 林憶蓮 - 1988十大中文金曲 - 《傻女》- 陳慧嫻 - 1988十大勁歌金曲 - 《傻女》- 陳慧嫻 - 1989十大中文金曲 - 《千千闋歌》- 陳慧嫻 - 《Linda》- 張學友 - 《依然》- 林憶蓮 | - 1989十大勁歌金曲 - 《千千闋歌》- 陳慧嫻 - 《依然》- 林憶蓮 - 1990十大勁歌金曲 - 《再會了》- 劉德華 - 1991十大中文金曲 - 《每天愛你多一些》- 張學友 - 《秋去秋來》- 葉蒨文 - 《信自己》- 葉蒨文/ 杜德偉 - 《愛不完》- 劉德華 - 1991十大勁歌金曲 - 《每天愛你多一些》- 張學友 - 《信自己》- 葉蒨文/ 杜德偉 - 《愛不完》- 劉德華 - 《瘋了》- 林憶蓮 - 1992十大中文金曲 - 《但願不只是朋友》- 黎明 - 1992十大勁歌金曲 - 《醒醒》- 林憶蓮 - 1993十大勁歌金曲 - 《你今天要走》- 葉蒨文 - 1996十大中文金曲 - 《最激帝國》- 郭富城 - 1996十大勁歌金曲 - 《夜風鈴》- 彭羚 - 1997十大中文金曲 - 《愛是永恆》- 張學友 - 1997十大勁歌金曲 - 《愛是永恆》- 張學友 - 《真生命》- 劉德華 - 1998十大中文金曲 - 《天下無雙》- 陳奕迅 - 1998十大勁歌金曲 - 《天下無雙》- 陳奕迅 - 1999十大中文金曲 - 《每一個明天》- 陳奕迅 |

| 年份   | 頒獎典禮               | 獎項                   | 影片                 | 作品／公司 | 結果 |
| ------ | ---------------------- | ---------------------- | -------------------- | ---------- | ---- |
| 1983年 | 第2屆香港電影金像獎    | 最佳主題曲             | 《俏皮女學生》       | 戚眼眉     | 獲獎 |
| 1984年 | 第3屆香港電影金像獎    | 最佳電影歌曲           | 《星際鈍胎》         | 白金升降機 | 提名 |
| 1985年 | 第七屆十大中文金曲     | 最佳中文（流行）歌詞獎 |                      | 摘星       | 獲獎 |
| 1986年 | 第5屆香港電影金像獎    | 最佳電影歌曲           | 《打工皇帝》         | 最緊要好玩 | 提名 |
| 1987年 | 第6屆香港電影金像獎    | 最佳電影歌曲           | 《富貴列車》         | 車站       | 提名 |
| 1988年 | 第7屆香港電影金像獎    | 最佳電影歌曲           | 《衛斯理傳奇》       | 宇宙無限   | 提名 |
| 1989年 | 第8屆香港電影金像獎    | 最佳電影歌曲           | 《群鶯亂舞》         | 夜溫柔     | 提名 |
| 1990年 | 第9屆香港電影金像獎    | 最佳電影歌曲           | 《我在黑社會的日子》 | 飛砂風中轉 | 提名 |
| 1991年 | 第十三屆十大中文金曲   | 最佳中文廣告歌曲獎     | 《色彩嘉年華》       | 佐丹奴     | 獲獎 |
| 1992年 | 第11屆香港電影金像獎   | 最佳電影歌曲           | 《莎莎嘉嘉站起來》   | 春風秋雨   | 提名 |
| 1998年 | 第17屆香港電影金像獎   | 最佳原創電影歌曲       | 《97古惑仔戰無不勝》 | 一於奉陪   | 提名 |
| 1999年 | 第二十一屆十大中文金曲 | 最佳中文（流行）歌詞獎 |                      | 天下無雙   | 獲獎 |

## 註腳
1. ↑  非個人名義獎項。

## 外部連結
- 音樂同行─論盡填詞人─林振強